# Llatzeret del Port de Tarragona
El Llatzeret del Port de Tarragona és un edifici sanitari construït a començaments del segle xix per tal d'aïllar tripulacions i mercaderies. Trobem la primera referència documental en un projecte de 1802. Ja surt com si tingués activitat en un plànol de la ciutat de l'any 1827, on apareix localitzat l'edifici en terrenys de la platja del port, a ponent de la ciutat, ben a prop de les ruïnes del fortí del Francolí i de les restes de les cortines del baluard de sant Carles. Estava situat lluny de les habitatges de la nova població de la Marina, atès que la seva funció era prevenir el possible contagi provinent de persones i mercaderies de països amb malalties endèmiques o epidèmies.
El llatzeret estava integrat per quatre pavellons: un de central, habilitat com residència de professionals mèdics i farmacèutics a més de treballadors del port; un altre per a les persones en quarantena, el tercer per l'aireig de les mercaderies i el darrer destinat al cos de guàrdia.
Estava situat molt a prop de l'actual cruïlla entre el carrer Pere Martell i el carrer Reial. La part de platja que tot just quedava al davant era coneguda com la Platja del Llatzeret i s'estenia per tot el front de l'actual barri del Serrallo. Als anys 70 del segle xix el llatzaret ja no s'utilitzava com a tal, encara que es mantenia l'edifici per a altres usos.